# Dzielnica mieszkaniowa Plac PKWN we Wrocławiu

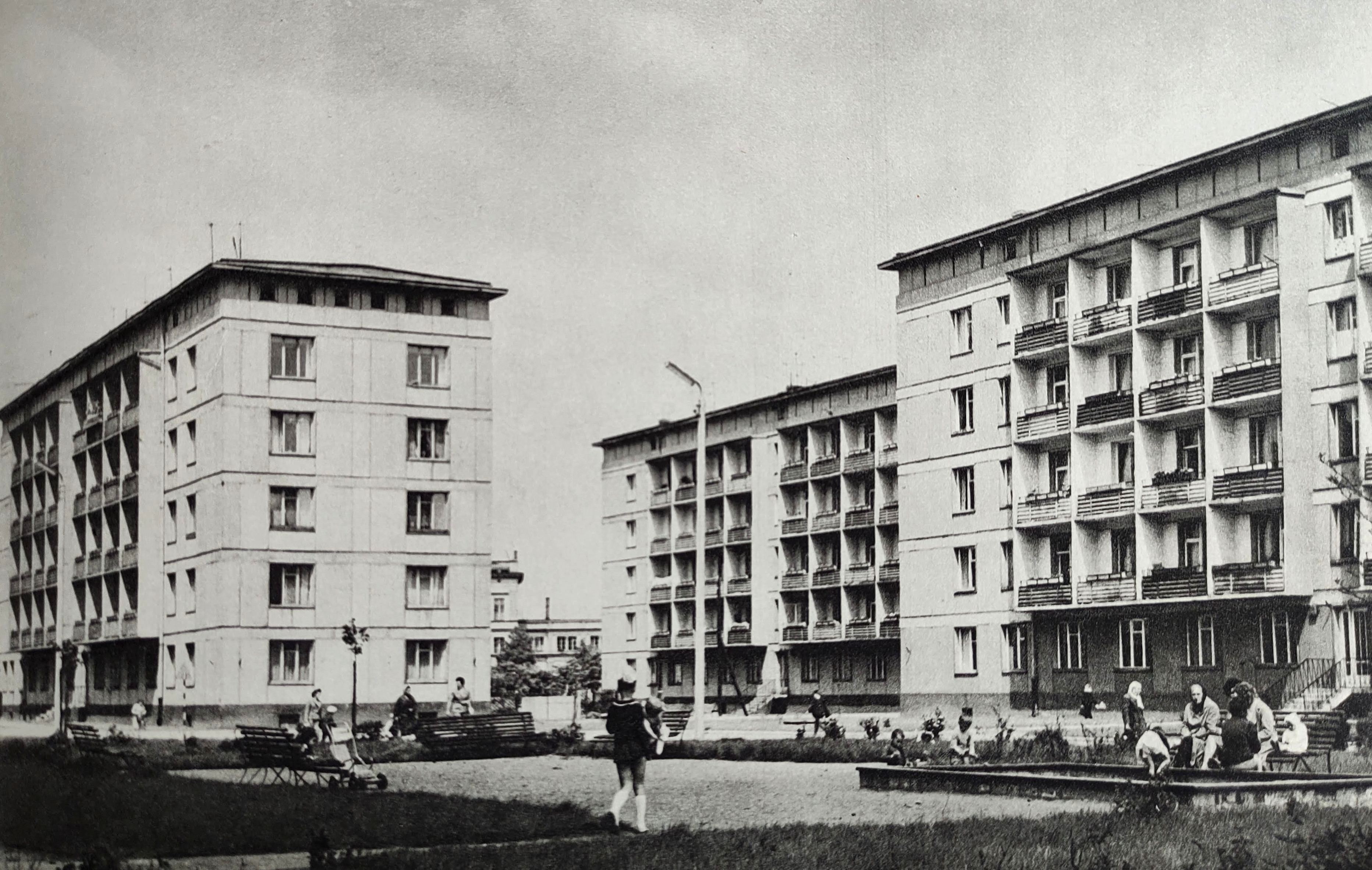
Budynki w rejonie ul. I. Pawłowa i Tęczowej

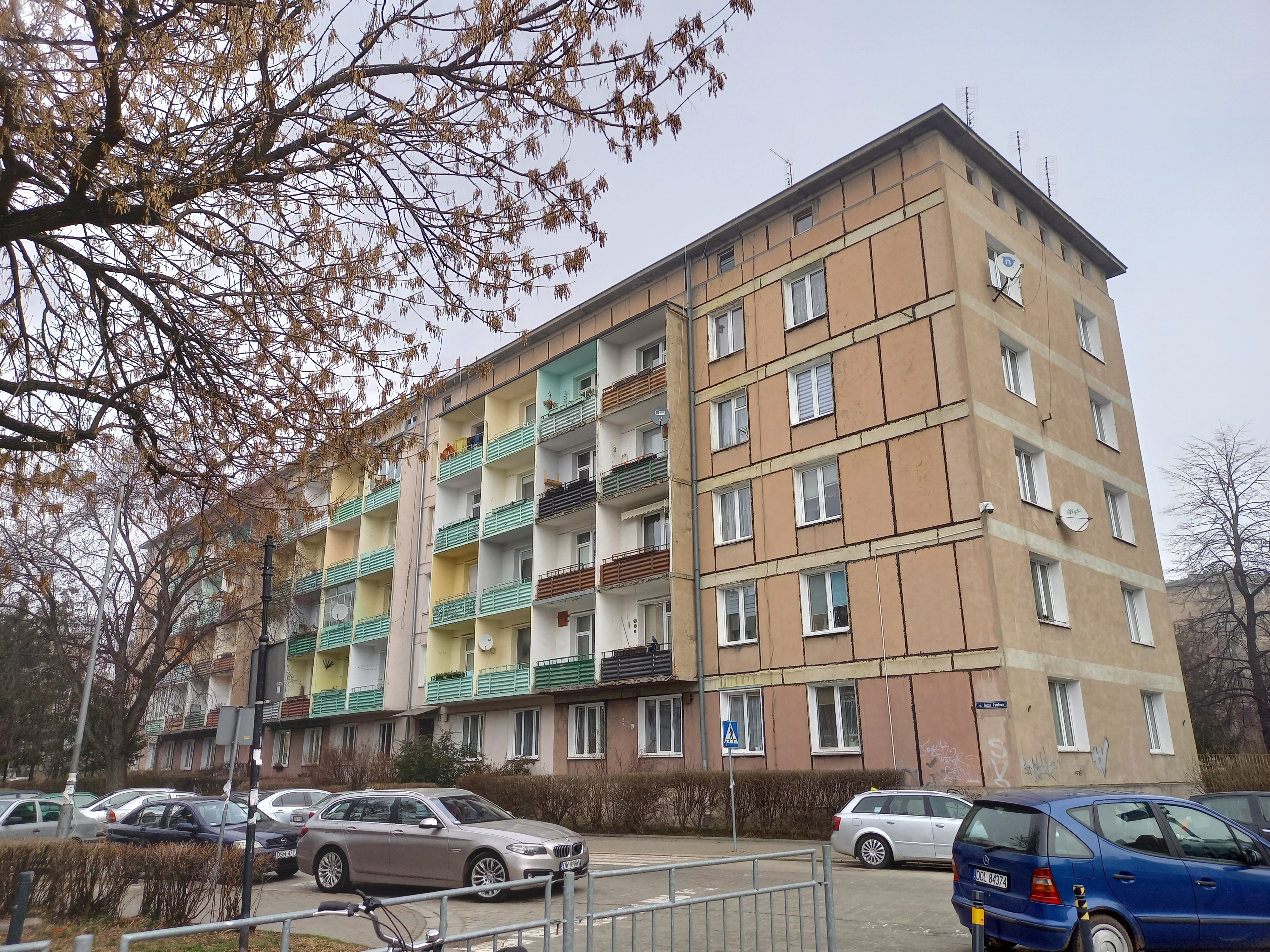
Ul. Iwana Pawłowa 8-14

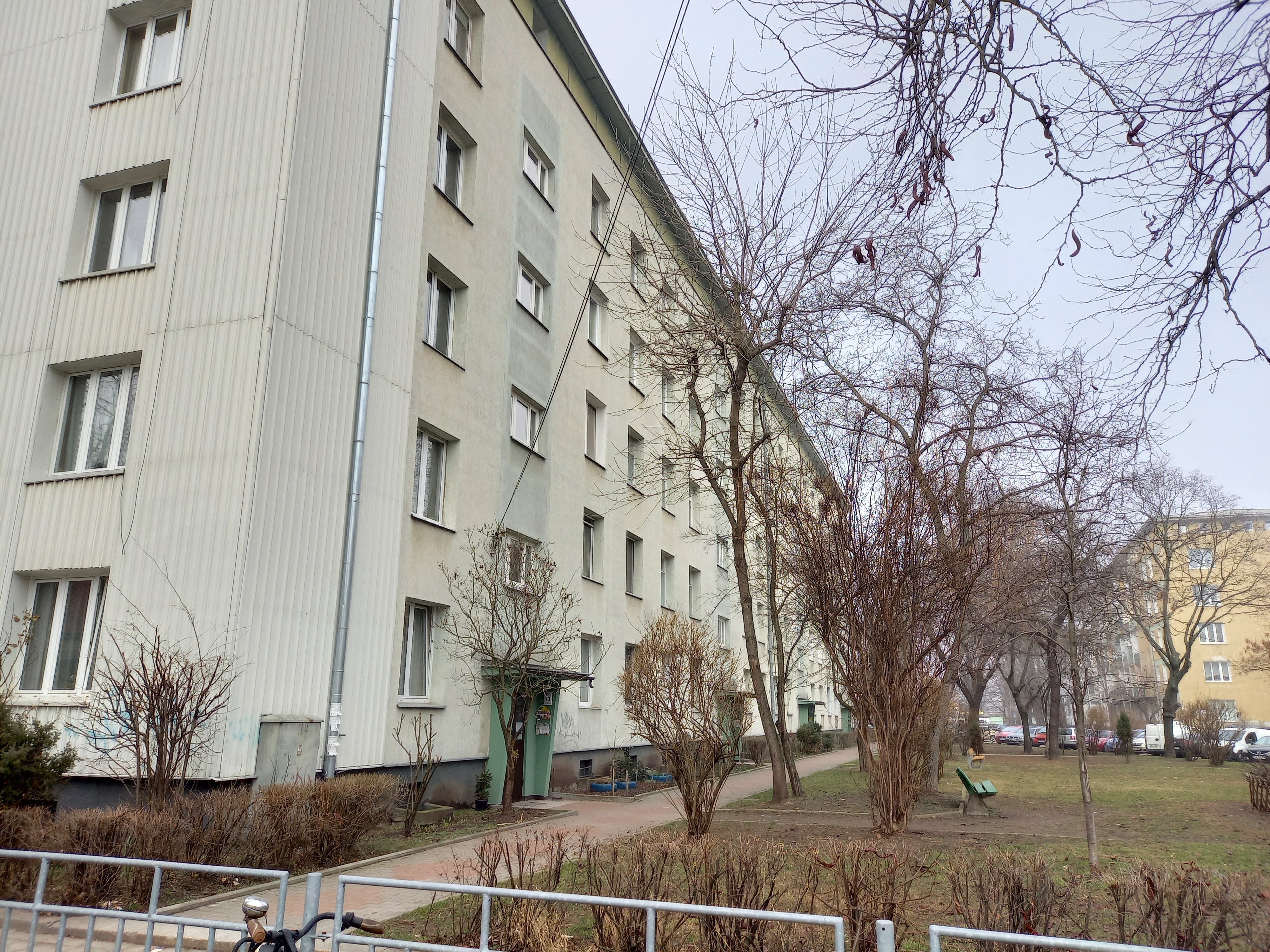
Ul. Iwana Pawłowa 7-13

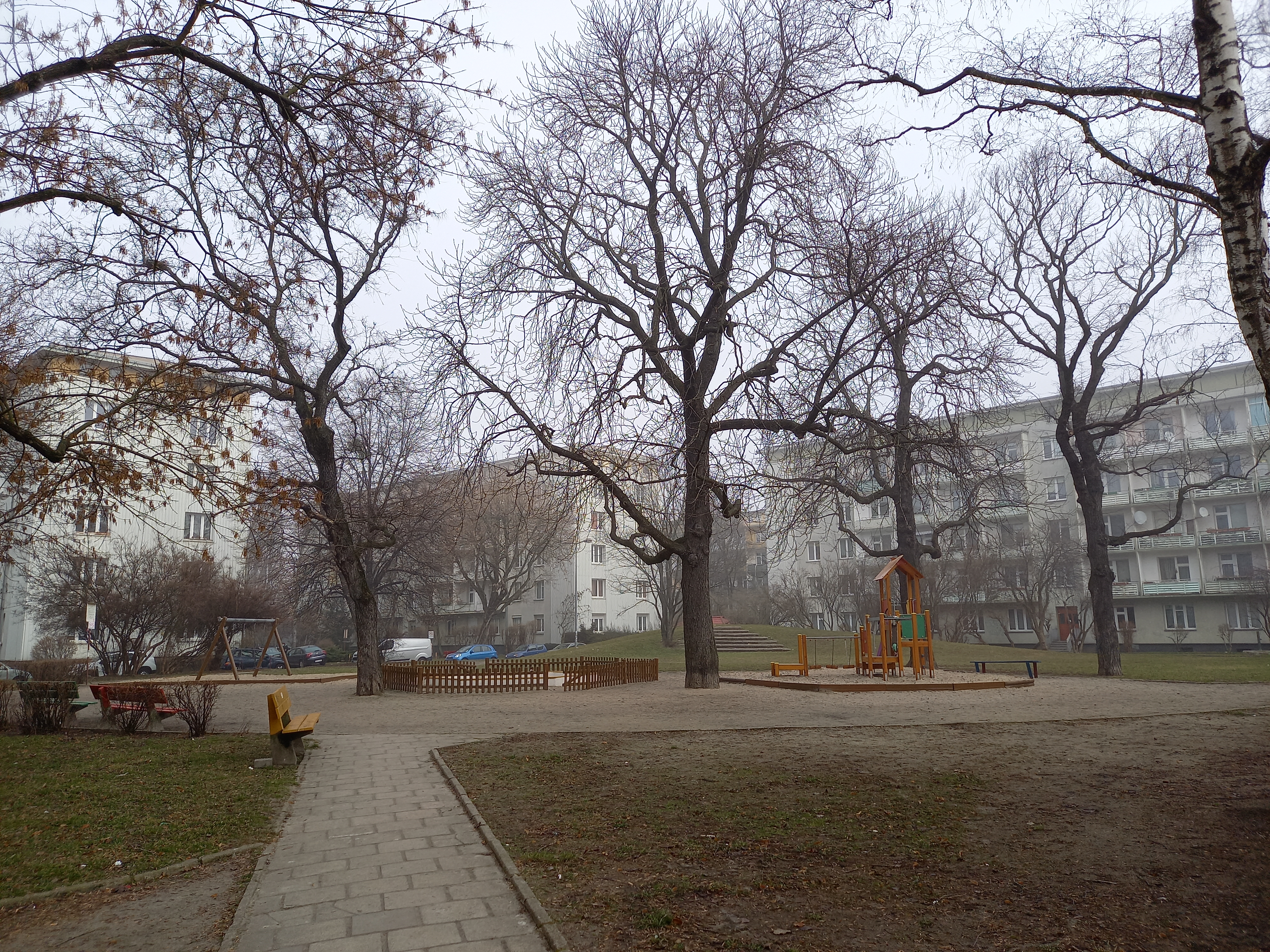
Zieleniec przy ul. Św. Trójcy

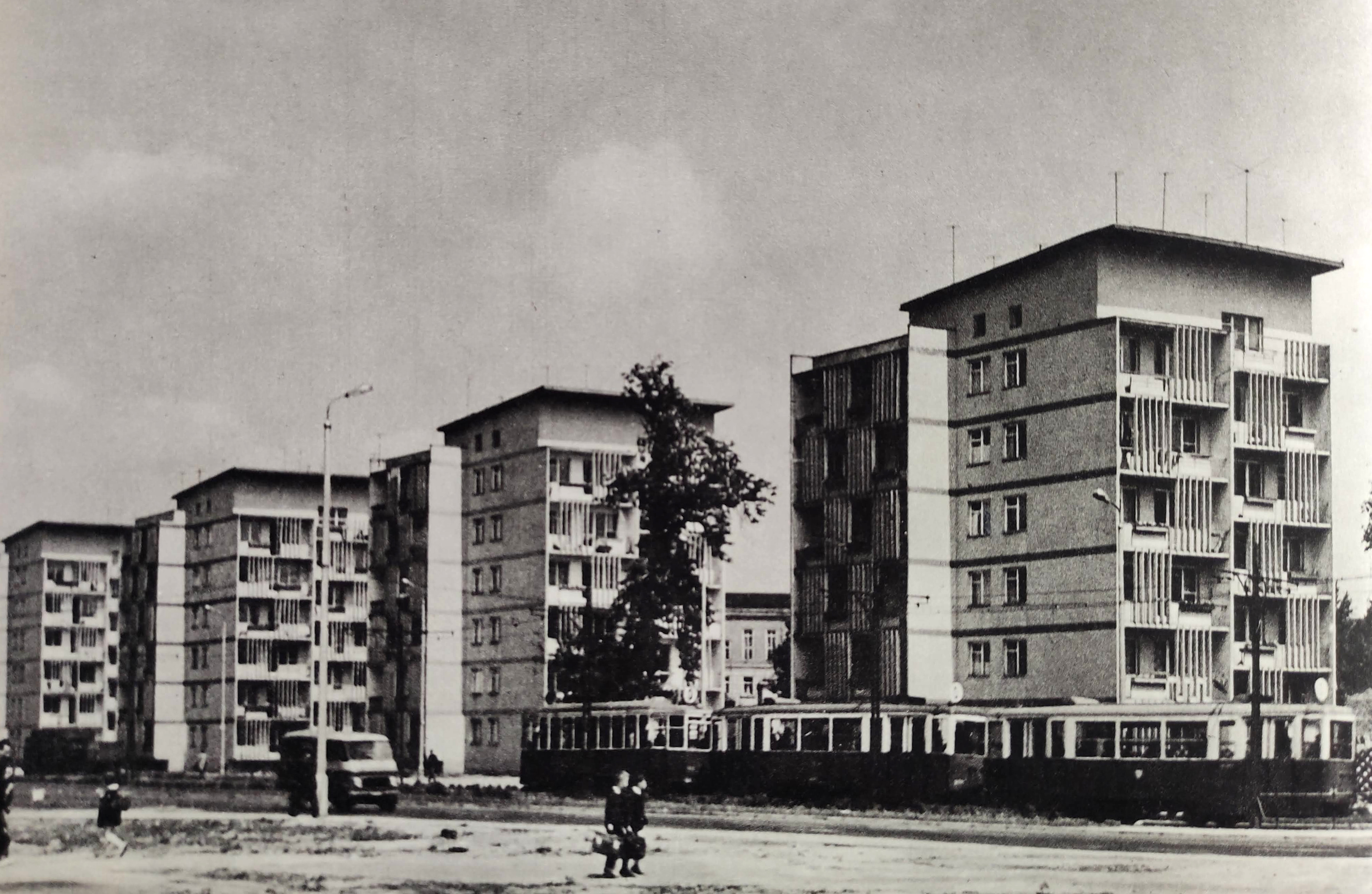
Ul. K. Świerczewskiego (współcześnie ul. J. Piłsudskiego 4, 6, 8, 10), punktowce

Dzielnica mieszkaniowa Plac PKWN – fragment większego założenia urbanistycznego jakim jest osiedle mieszkaniowe Plac PKWN, wyróżnione poprzez uznanie i objęcie go ochroną jako dobra kultury współczesnej. Dzielnica mieszkaniowa Plac PKWN położona jest we Wrocławiu w obrębie osiedla Przedmieście Świdnickie. Zbudowana została w ramach wyżej wymienionego osiedla w drugiej połowie lat 50. i w latach 60. XX wieku. Część zabudowy położonej w ramach niniejszej dzielnicy mieszkaniowej, tj. zespół budynków mieszkalno-usługowych przy ulicy marsz. Józefa Piłsudskiego 2-10, została także objęta ochroną w ramach gminnej ewidencji zabytków.

## Historia
Historia terenu na którym później powstało osiedle mieszkaniowe Plac PKWN, a w szczególności dzielnica mieszkaniowa Plac PKWN, to historia dawnego Przedmieścia Świdnickiego (Schweidnitzer Vorstadt) i południowo-wschodniego fragmentu Przedmieścia Mikołajskiego (Nikolai Vorstadt). W tym miejscu należy jedynie wspomnieć, że obszar ten został włączony do miasta w 1808 r. po rozebraniu fortyfikacji miejskich. Nastąpił wówczas intensywny rozwój i zabudowa tych terenów, także powiązana z powstaniem i rozwojem kolei, w tym budowa stacji i dworca Wrocław Świebodzki w latach 1868-1874. Z czasem sam teren współczesnego osiedla zagospodarowany był przede wszystkim wielkomiejską, kwartałową zabudową kamienicową w układzie pierzejowym.
W wyniku działań wojennych prowadzonych w czasie II wojny światowej podczas oblężenia Wrocławia w 1945 r., kiedy to Wrocław został ogłoszony twierdzą, wspominana wyżej zabudowa uległa niemal całkowitemu zniszczeniu. Po wojnie stopniowo teren ten odgruzowano. Powstały w ten sposób wolne tereny, które umożliwiały kreację nowego centrum miasta, z uwzględnieniem zmian zarówno w zakresie ulic oraz transportu jak i zabudowy uwzględniającej nowe tendencje oraz rozwiązania architektoniczno-urbanistyczne, a także nowe funkcje niezbędne w dużym ośrodku miejskim .
Projekt osiedla Plac PKWN został opracowany w 1955 r. (1954 r. ) w ramach odbudowy centrum miasta. Powstał w Miastoprojekcie Wrocław, w zespole architektów. Jego pracami kierował Kazimierz Bieńkowski . Inwestorem dla tej realizacji była Dyrekcja Budowy Osiedli Robotniczych Wrocław-Miasto. Sama realizacja projektowanych obiektów była rozciągnięta w czasie od drugiej połowy lat 50., w latach 60., oraz na początku lat 70. XX wieku.
Jeśli chodzi o budynki zrealizowane w ramach samej dzielnicy mieszkaniowej Plac PKWN to można podać, że budynki przy ulicy Prostej 2-6 i 8-14 zostały przekazane do użytkowania w 1958 r., budynki przy Iwana Pawłowa około 1960 r., zaś budynki punktowe przy ulicy Józefa Piłsudskiego 4-10 do 1961 r. (1960 r., a cały zespół zabudowy 1960-1971, 1998-1999.

## Zabudowa
Ta część osiedla mieszkaniowego Plac PKWN, czyli wyłącznie dzielnica mieszkaniowa Plac PKWN obejmuje następujące budynki:
- kwartał zabudowy zawarty pomiędzy ulicami Prostą, Tęczową, Iwana Pawłowa i Świętej Trójcy:
  - przy ulicy Tęczowej: 24, 26, 28 (mieszkalny), 30-32 (pawilon handlowo-usługowy)[26][27],
  - przy ulicy Prostej: 2, 4, 6 (mieszkalny), 8, 10, 12, 14 (mieszkalny)[8][26][28],
  - przy ulicy Iwana Pawłowa: 1, 3, 5 (mieszkalny), 7, 9, 11, 13 (mieszkalny)[26][29][30],
- kwartał zabudowy zawarty pomiędzy ulicami Tęczową, Józefa Piłsudskiego i Iwana Pawłowa:
  - przy ulicy Tęczowej: 2, 4, 4a (mieszkalno-usługowy), 8, 10, 12 (mieszkalny), 14, 16, 18 (mieszkalny), 20, 22 (pawilony handlowo-usługowe)[26][27],
  - przy ulicy Iwana Pawłowa: 2, 4, 6 (mieszkalny)[26][29], 6a (przedszkole), 8, 10, 12, 14 (mieszkalny)[26][29][30],
  - przy ulicy Józefa Piłsudskiego: 1, 1a, 3, 3a, 5 (mieszkalny), 7, 7a, 9, 9a, 11 (mieszkalny)[26][31],
- punktowce przy ulicy Józefa Piłsudskiego 2-10 (po wschodniej stronie tej ulicy): przy ulicy Józefa Piłsudskiego: 2 (pawilon handlowo-usługowy), 4 (mieszkalny), 4a (pawilon handlowo-usługowy), 6 (mieszkalny), 6a (pawilon handlowo-usługowy), 8 (mieszkalny), 8a (pawilon handlowo-usługowy), 10 (mieszkalny), 8a (pawilon handlowo-usługowy)[24][26][31][32].

## Dobro kultury współczesnej
Dzielnica mieszkaniowa Plac PKWN została uznana za dobro kultury współczesnej. Zgodnie z ustawowym obowiązkiem nałożonym w Polsce na gminy w ustawie o planowaniu i zagospodarowaniu przestrzennym Gmina Wrocław podczas prac planistycznych po wejściu w życie przedmiotowej ustawy uwzględniała ochronę dóbr kultury współczesnej między innymi w ramach opracowywanych dla miasta studiów uwarunkowań i kierunków zagospodarowania przestrzennego. W przypadku Dzielnicy mieszkaniowej Plac PKWN była ona jako dobro kultury współczesnej uwzględniona, zarówno w 2010 r. jak i w 2018 r.. Należy także odnotować, że w 2017 r. proponowano ustanowienie dobrem kultury współczesnej znacznie szerszy zakres zabudowy sięgający za ulicę Sądową i ulicę Grabiszyńską do placu Muzealnego, jednak tego nie uczyniono i zachowano ochronę dla znacznie mniejszego obszaru.

## Gminna ewidencja zabytków
Z obiektów powstałych w ramach dzielnicy późniejszej zabudowy uzupełniającej w gminnej ewidencji zabytków ujęty został zespół budynków mieszkalno-usługowych - tzw. Punktowce, położony przy ulicy Józefa Piłsudskiego 4, 6, 8, 10. Zespół ten obejmuje następujące obiekty:
| obiekt, położenie                               | powstanie      | fotografia |
| ----------------------------------------------- | -------------- | ---------- |
| pawilon nr 2 ulica Józefa Piłsudskiego 2        | lata 1967-1970 |            |
| budynek mieszkalny ulica Józefa Piłsudskiego 4  | lata 1959-1961 |            |
| pawilon nr 4a ulica Józefa Piłsudskiego 4a      | lata 1998-1999 |            |
| budynek mieszkalny ulica Józefa Piłsudskiego 6  | lata 1959-1961 |            |
| pawilon nr 6a ulica Józefa Piłsudskiego 6a      | lata 1969-1971 |            |
| budynek mieszkalny ulica Józefa Piłsudskiego 8  | lata 1959-1961 |            |
| pawilon nr 8a ulica Józefa Piłsudskiego 8a      | lata 1998-1999 |            |
| budynek mieszkalny ulica Józefa Piłsudskiego 10 | lata 1959-1961 |            |

Można także wspomnieć, że obszar, na którym położona jest dzielnica mieszkaniowa Plac PKWN również podlega ochronie w ramach gminnej ewidencji zabytków pod pozycją Przedmieście Mikołajskie, stanowiącego część Śródmieścia we Wrocławiu. Ochronie podlega przede wszystkim historyczny układ urbanistyczny Przedmieścia Mikołajskiego kształtowany w różnych okresach historycznych począwszy od początku XIX wieku do lat 70. XX wieku. Obszar ten obejmuje historyczny układ urbanistyczny przedmieścia w rejonie placów Św. Mikołaja, Jana Pawła II i Orląt Lwowskich oraz ulic Tęczowej i Grabiszyńskiej we Wrocławiu. Stan jego zachowania określa się na 4 – dobry / 5 – bardzo dobry.